# Waga średnia
Waga średnia – kategoria wagowa zawodników sportów walki oraz sztangistów.

## Informacje
Waga średnia występuje przede wszystkim w sportach walki. W boksie czy w MMA została zunifikowana przez największe federację w przeciwieństwie do kick-boxingu, gdzie nie ma zunifikowanych kategorii i limity wagowe zależą głównie od danej federacji czy związku sportowego w jakim zostały ustalone.
Limity wagowe zmieniały się na przestrzeni lat w poszczególnych sportach i aktualnie wyglądają następująco: 
- Boks – do 72,5 kg (-160 lb)[1][2]
- Boks tajski – ok. 72,5 kg (160 lb)[3]
- Kick-boxing[4]:
  - GLORY – do 85 kg (-187,3 lb)[5]
  - ISKA – do 75 kg (-165 lb)[6]
  - WAKO – do 75 kg (-165 lb)[7]
  - WKN – do 76,2 kg (-168 lbs)[8]
- MMA – do 83,9 kg (-185 lb)[9]
- Podnoszenie ciężarów – 81 kg (kobiety 64 kg)[10]